# 秦岭县
秦岭县，中国古县名。
隋朝开皇年间改伯阳县置，治所在今甘肃省天水市东伯阳镇。属天水郡。唐朝贞观十七年（643年），废入清水县。